# María de Aranda y Sandelín
María de Aranda y Sandelín fue una dama hispano-flamenca, madre de Rodrigo Calderón, mano derecha del duque de Lerma, valido de Felipe III de España.

## Biografía
Fue uno de los hijos del matrimonio formado por el capitán Juan de Aranda y su mujer María Sandelín (Marie Sandelijn). Su padre era un militar vallisoletano que había seguido la carrera militar, y llegó a ser gobernador del castillo de Gante. Por su parte, su madre pertenecía a una antigua familia holandesa,siendo hija de Adriaen ( o Arnould) Sandelin, señor de Noortgavere; y su esposa Mathilde de Jonge.
En febrero de 1570, contrajo matrimonio con su primo hermano, el capitán castellano Francisco Calderón de Aranda. Francisco era hijo de su tía paterna y homónima María de Aranda.
Hacia 1576 fue necesario que Francisco viajase a Roma, para obtener una dispensa pontificia sobre el impedimento existente en el matrimonio, por tratarse de primos hermanos. El matrimonio tendría dos hijos:
- Damiana (n. 1573-1575- c. 1619) monja en el convento de Santa Catalina de Siena en Valladolid. Entraría en el monasterio el 26 de agosto de 1587, profesando el 2 de noviembre de 1596.
- Rodrigo Calderón, favorito de Francisco de Sandoval, duque de Lerma y valido de Felipe III. Casaría con Inés de Vargas, con descendencia.

En 1580-1581, María y su familia volverían con sus hijos a Valladolid, ciudad de origen de Francisco. En el viaje pasarían por la ciudad francesa de Ruan.
Murió en 1584 como consecuencia de un sobreparto.